# 11 вересня
11 вересня — 254-й день року (255-й у високосні роки) у григоріанському календарі. До кінця року залишається 111 днів.

## Свята і пам'ятні дні

### Міжнародні
- Всесвітній день боротьби з тероризмом. (з 2008 року)

### Національні
- Іспанія: Національний День Каталонії. (в пам'ять про річницю закінчення облоги Барселони в 1714 році)
- США: День патріота і Національний день пам'яті (Patriot Day) на згадку про загиблих внаслідок терактів 2001 року в Нью-Йорку і Вашингтоні
- Чилі: День річниці військового перевороту 1973 року
- Ефіопія: Новий рік за ефіопським календарем.
- Пакистан: Національний день. (в пам'ять про Мухаммед Алі Джинна)
- Аргентина: Національний день вчителя. (День пам'яті Домінго Фаустіно Сарм'єнто)

### Релігійні

#### Західне християнство
- Богоматір Коромото;
- Пам'ять святих Дейніола[en], Левдина Бодо[en], Паціенса Ліонського[en], Пафнутія Тебіського, Прота та Гіацинта[en], Сперандії[en], Фелікса, Реґули та Ексуперантія[en], Теодори Олександрійської та Франческа Боніфасіо[en];
- Пам'ять мученика Івана Ґабріеля Пербуар[en] (один з 120 китайських мучеників);
- Пам'ять святого Генрі Берлі[en] (Єпископальна церква).

#### Східне християнство[1]
- Пам'ять преподобних Теодори Олександрійської та Єфросина Палестинського[el];
- Пам'ять мучеників Димитрія, Єванфії, дружини його, і Димитріана, сина їхнього;
- Пам'ять мучеників Діодора і Дидима Сирійських;
- Пам'ять мучениці Ії Перської[fr].

## Іменини
✝  Католицькі: Гіацинт, Дейніол, Ексуперантій, Іван, Левдин, Паціенс, Пафнутій, Прот, Сперандія, Теодора, Фелікс, Франческо.
✙ Православні: Дидим, Димитріан, Димитрій (Дмитро), Діодор, Єванфія, Єфросин, Ія, Теодора.

## Події

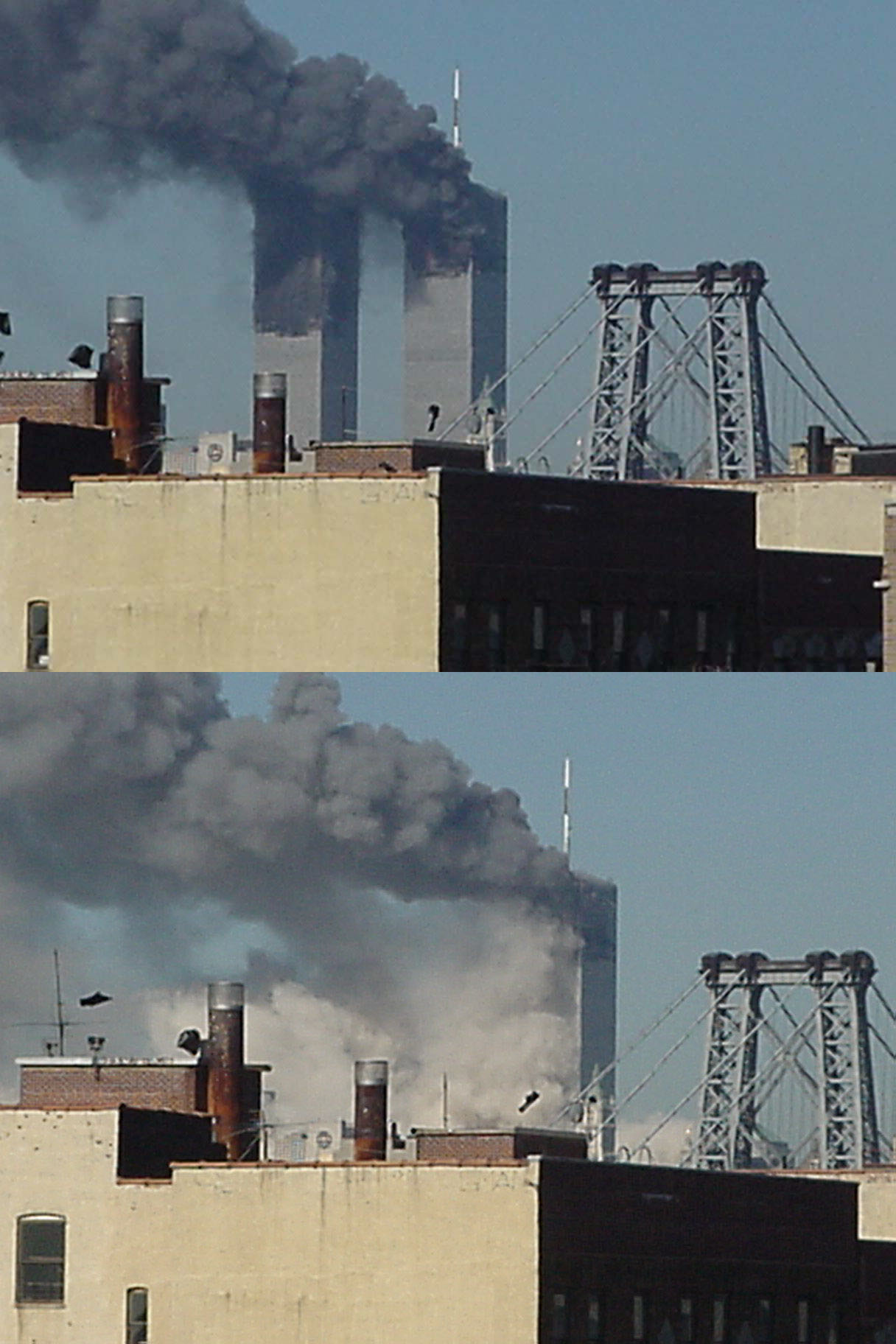
До і після обвалення веж Всесвітнього торгового центру в Нью-Йорку 11 вересня 2001

- 9 — битва в Тевтобурзькому лісі між германцями та римською армією. Римська імперія зазнає великої поразки, і Рейн встановлюється як кордон між імперією та так званими варварами протягом найближчих чотирьохсот років.
- 813 — імператор франків Карл I Великий коронує свого сина, Людовика I Благочестивого, своїм співправителем і спадкоємцем.
- 1098 — лист-прохання предводителів Першого походу папі Урбану ІІ про благословіння на Хрестовий похід до Єрусалиму.
- 1185 — Ісаак II Ангел, коли один з поліцейських агентів Андроніка захотів його заарештувати, вбив агента, врятувався втечею у церкву святої Софії в Константинополі і тут, під час народного повстання, був проголошений імператором.
- 1297 — у битві біля Стерлінга (Шотландське королівство) шотландці під керівництвом Вільяма Воллеса «Хоробре Серце» розбили війська англійського короля Едуарда I.
- 1390 — лицарі Тевтонського ордену розпочали облогу Вільнюса під час громадянської війни у Великому князівстві Литовському.
- 1565 — османські війська відступили з Мальти, припинивши Велику облогу Мальти.
- 1697 — битва під Зентою — цісарська армія під проводом принца Євгена Савойського здобула перемогу над османами. Близько 50 тисяч австрійців зупинили просування османів на північ, розбивши 80-тисячну османську армію.
- 1709  — Герцог Мальборський і австрійський принц Євген розбивають французів під командуванням маршала Вілара у битві при Мальплаці.
- 1714  — французькі й іспанські війська окуповують Барселону в ході війни за іспанську спадщину.
- 1773  — Бенджамін Франклін записує: Ніколи не було доброї війни або поганого миру.
- 1777  — американські війська під командуванням Джорджа Вашингтона розбиті Королівством Великої Британії у битві при Брендівайні у ході Революційної війні.
- 1789 — Александер Гамілтон призначається Першим секретарем Казначейства США.
- 1795 — Крцаніська битва (поблизу Тбілісі) між військами грузинського царя Іраклія II (5 тис. чоловік) з 30-тисячною перською армією шаха Ага-Мохаммед-хана Каджара.
- 1831 — Чарльз Дарвін зустрічається з капітаном Фітцроєм в Плімуті.
- 1888 — на відкритті промислової виставки в Торонто проведений перший у світі запис людського голосу.
- 1919 — Армія УНР звільнила Умань та Христинівку від більшовиків.
- 1927 — землетрус на Південному березі Криму, що призвів до численних руйнувань від Севастополя до Феодосії; саме цей землетрус потрапив до сюжету роману «Дванадцять стільців» Ільфа і Петрова.
- 1939 — у Воркутинському таборі загинув український історик Віктор Юркевич.
- 1943 — закінчився героїчний бій біля села Новий Загорів чоти УПА з німцями та власівцями.
- 1943 — створений державний український хор імені Г. Верьовки.
- 1973 — військовий переворот 1973 року в Чилі. Самогубство президента Сальвадора Альєнде і прихід до влади Піночета. Припинення проєкту Сайберсін.
- 1990 — Президія Верховної ради УРСР ухвалила рішення про заборону проведення мітингів біля Верховної Ради в радіусі 1 км
- 1993 — у Києві відкрито пам'ятний знак жертвам Голодомору 1932—1933 рр.
- 1997 — Європейська конвенція з прав людини набула чинності для України.
- 2001 — Терористичний акт 11 вересня 2001 року.
- 2011 — Національний меморіал і музей 11 вересня відкрився до 10-ї річниці терактів 11 вересня.
- 2012 — в результаті пожеж на двох швейних фабриках у Пакистані загинуло 315 людей.

## Народились
Дивись також Категорія:Народились 11 вересня
- 1524 — П'єр де Ронсар, французький поет (Оди Гімни, Сонети до Єлени), есеїст (Короткий виклад поетичного мистецтва).
- 1700 — Джеймс Томсон, шотландський поет, автор відомого гімну «Прав, Британіє, морями».
- 1816 — Карл Цайс, німецький інженер-оптик та підприємець
- 1862 — О. Генрі, американський письменник, майстер жанру оповідання.
- 1864 — Павло Грабовський, український поет-лірик, публіцист, перекладач.
- 1877 — Джеймс Гопвуд Джинс, британський астроном, фізик і математик
- 1885 — Девід Герберт Лоуренс, один з ключових англійських письменників початку ХХ століття.
- 1907 — Олександр Богородський, український і радянський астроном
- 1935 — Арво Пярт, естонський композитор.
- 1937 — Йосип Кобзон, радянський і російський естрадний співак, політик.
- 1941 — Іван Плющ,  український державний діяч, двічі голова Верховної Ради України, Герой України.
- 1946 — Анатолій Криволап, український художник, майстер українського нефігуратовного малярства та пейзажу.
- 1955 — Пупо, італійський поп-співак, кантауторе і телеведучий.
- 1961 — Федір Добронравов, радянський та російський актор кіно та театру.
- 1962 — Вікторія Польова, українська композиторка.
- 1978 — Ін-Грід, італійська співачка.

## Померли
Дивись також Категорія:Померли 11 вересня
- 1530 — Костянтин Острозький, військовий і державний діяч Великого князівства Литовського, Великий Гетьман Литовський
- 1661 — Ян Фейт, фламандський художник та гравер.
- 1721 — Рудольф Якоб Камераріус, німецький лікар та ботанік.
- 1768 — Жозеф-Нікола Деліль, французький астроном і картограф
- 1769 — Аокі Конйо, японський науковець, конфуціанець, агроном, знавець ранґаку.
- 1910 — Луї Буссенар, французький письменник.
- 1943 — загинув командуючий чотою Андрій Марценюк («Береза») у двобої УПА з переважаючими силами німецьких військ біля с. Новий Загорів.
- 1971 — Микита Хрущов, радянський державний діяч, герой Радянського Союзу.
- 1974 — Микола Яковченко, український актор.
- 1979 — Олексій Каплер, кінорежисер, асистент Олександра Довженка.
- 1984 — Микола Супруненко, український історик.
- 1994 — Джессіка Тенді, англійська акторка. Неодноразова володарка театральної премії «Тоні». У 1990 році удостоєна «Оскара».
- 2001 — Беррі Беренсон, американська актриса, фотомодель і фотограф, дружина актора Ентоні Перкінса.
- 2007 — Джо Завінул, австрійський та американський джазовий музикант.
- 2009 — Джим Керролл, американський поет, прозаїк, панк-музикант.
- 2011 — Енді Вітфілд, валійсько-австралійський актор і модель.
- 2017 — Джеймс Патрік Данліві, письменник, ірландець американського походження.
- 2017 — Пітер Голл, видатний англійський театральний, оперний та кінорежисер, нагороджений Орденом Британської імперії.